# Stara Wiśniewka
Stara Wiśniewka (prononciation : [ˈstara viɕˈɲefka], en allemand : Lugetal) est un  village polonais de la gmina de Zakrzewo dans le powiat de Złotów de la voïvodie de Grande-Pologne dans le centre-ouest de la Pologne.
Il se situe à environ 6 kilomètres au nord-ouest de Zakrzewo (siège de la gmina), 11 kilomètres au nord de Złotów (siège du powiat), et à 117 kilomètres au nord de Poznań (capitale de la Grande-Pologne).

## Histoire
De 1975 à 1998, le village faisait partie du territoire de la voïvodie de Piła.

Depuis 1999, Stara Wiśniewka est situé dans la voïvodie de Grande-Pologne.
Le village possède une population de 567 habitants en 2006.